# 複眼と単眼

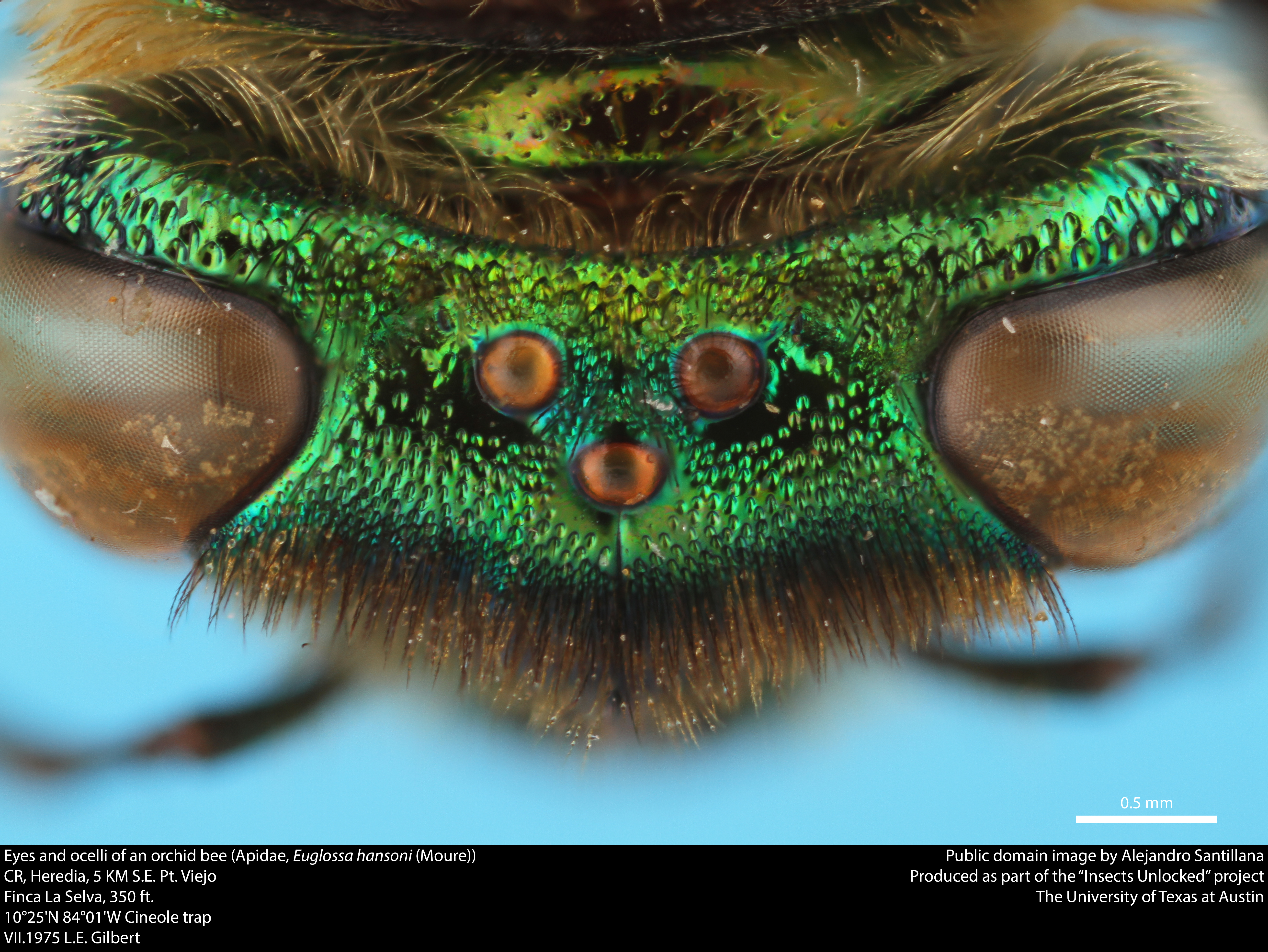
ハチの複眼（左右2つ）と単眼（中央3つ）

複眼（ふくがん、英語: compound eye）と単眼（たんがん、英語: simple eye, ocellus, ocelli（複数形））は、節足動物の頭部に見られる2種類の眼である。

## 概説
節足動物の頭部もしくは背甲は、原則として側眼（lateral eye）と中眼（median eye）という、頭部の先節（先頭の体節）に由来する2種類の眼を併せ持つ。その中で複眼は側眼のみに由来し、単眼はそのいずれかに由来する（言い換えれば、側眼は複眼と単眼のいずれもなり得るが、中眼は常に単眼である）。複眼は複数のレンズを集合してできた1対の眼で、単眼は一つのレンズのみによって構成され、それぞれの機能も往々にして異なっていた。
カブトガニ、ウミサソリや多くの昆虫に現れるように、側眼由来の1対の複眼と中眼由来の数個の単眼という組み合わせが、節足動物の眼の祖先形質だと考えられる。しかし節足動物の眼は常にそうとは限らず、この組み合わせから逸した特化様式が多く見られる。これは分類群によって複眼が単眼に退化したり、側眼と中眼のいずれかを無くしたり、さらに両種類の眼が完全に退化消失した例もある。

## 複眼

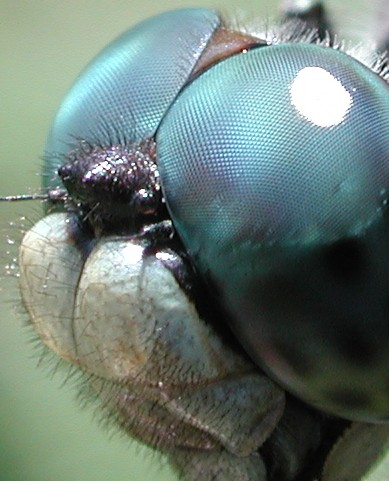
トンボ（六脚類・昆虫類）の巨大な複眼（青）
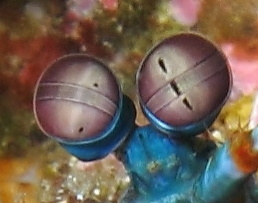
モンハナシャコ（甲殻類）の眼柄に突出した複眼
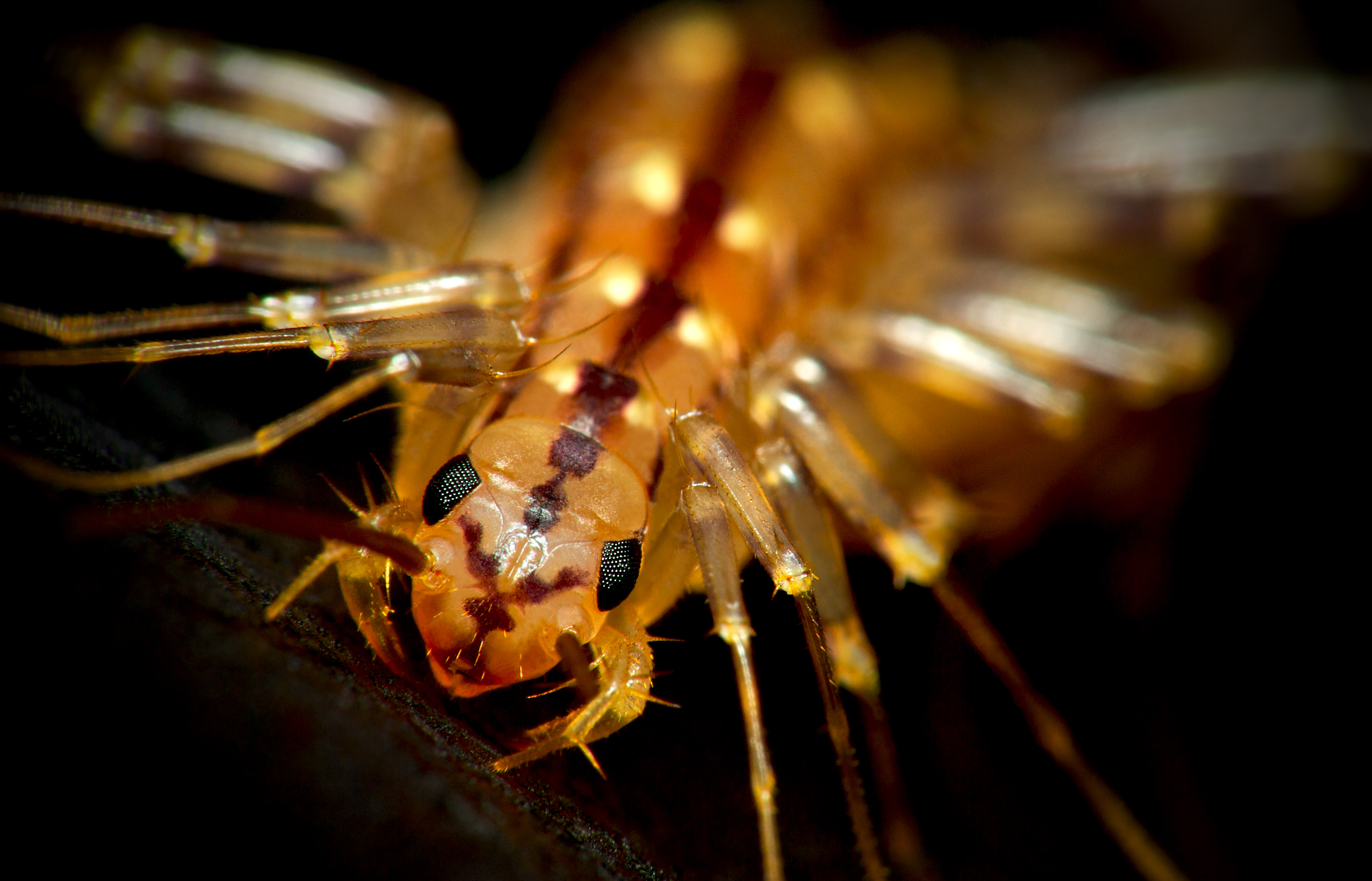
ゲジ（多足類・ムカデ類）の頭部
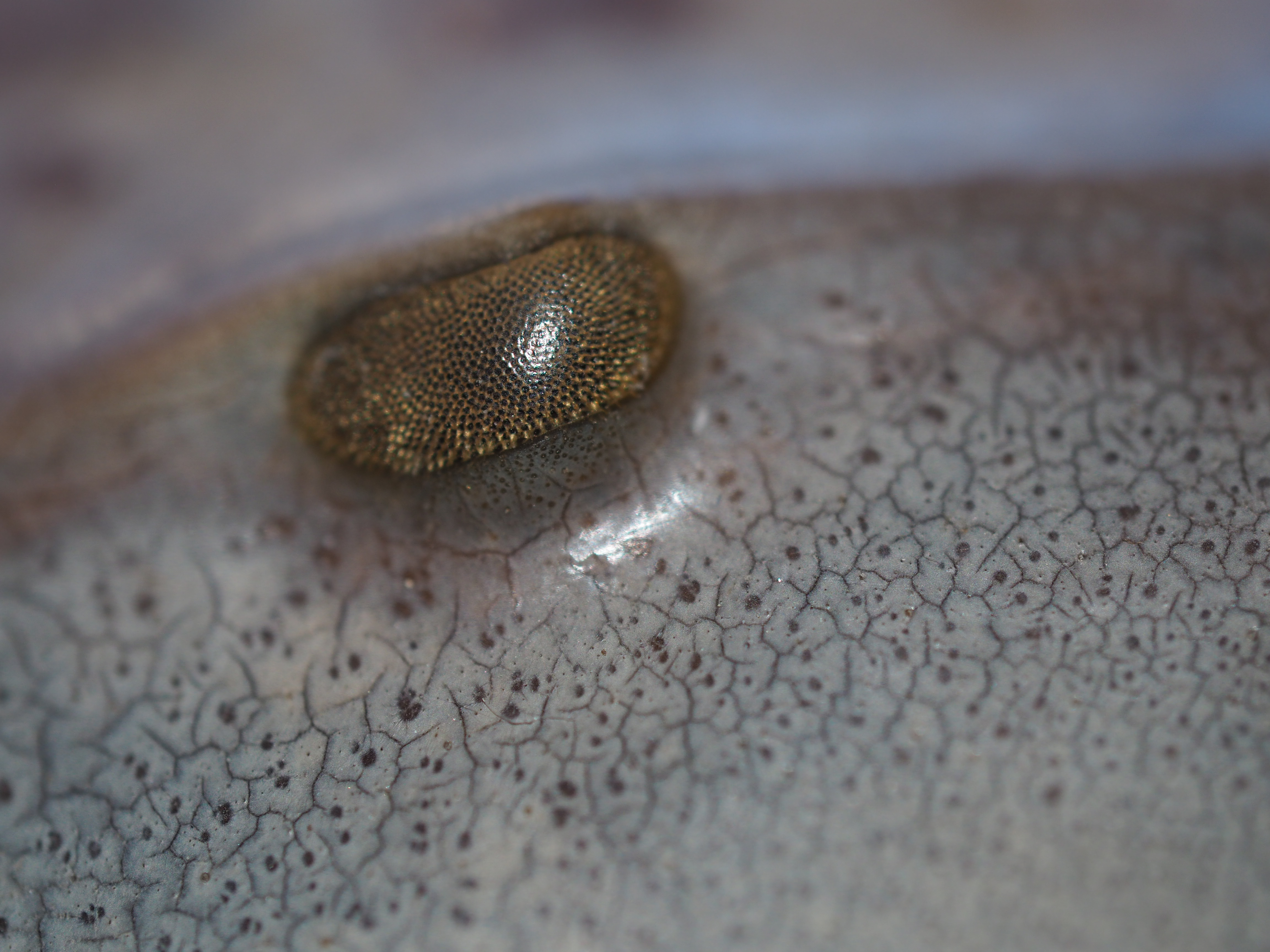
カブトガニ（鋏角類）の複眼
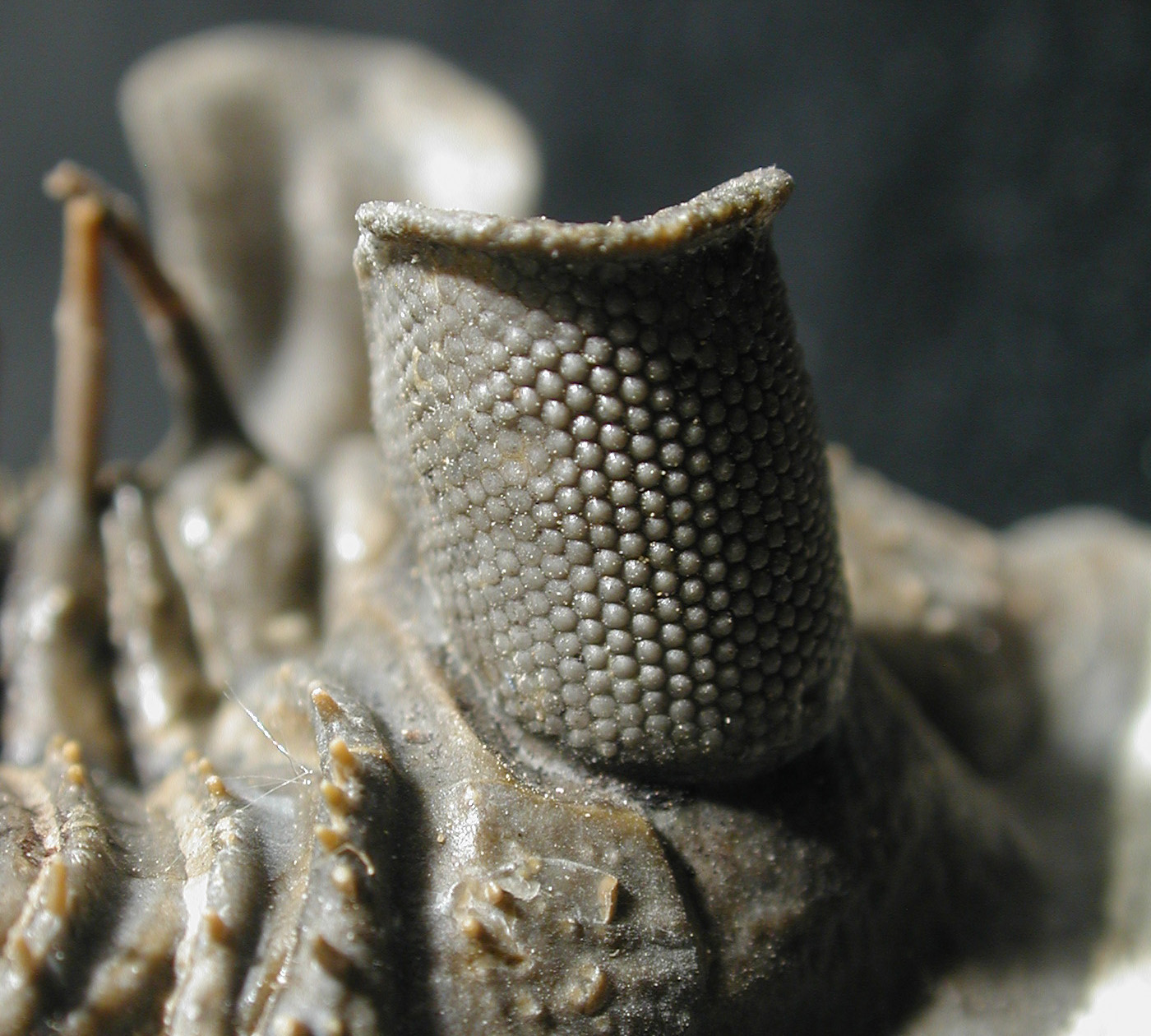
三葉虫の複眼

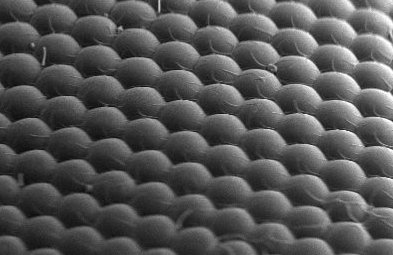
ハエ（六脚類・昆虫類）の複眼のクローズアップ（走査型電子顕微鏡写真）

複眼は側眼に由来する、複数の個眼（英語: ommatidium, 複数形: ommatidia）と呼ばれるレンズが集合した器官である。個眼は円形もしくは多角形（通常は六角形、五角形と四辺形の例もある）をしており、ほぼ隙間なく並ぶ。個眼の大きさは、複眼上に占める場所によって異なる場合がある。集合する個眼の数は昆虫、なかでも飛翔するものが多く、例えばイエバエは2,000個、ホタルのオスは2,500個、トンボは2万個前後となっている。また、甲殻類と一部の絶滅群（例えばフーシャンフイア類）では、複眼が可動の眼柄に付属した場合がある。

複眼の解剖学的説明。複眼は個眼（ommatidium）の集合体で、個眼は表皮性の角膜レンズ・硝子体（硝子体が無い場合もあり、その場合は無硝子体眼という）と、真皮性の虹彩色素細胞、神経要素の8個の網膜細胞・視細胞からなる

個眼は、複眼表面部分に透明なキチンの角膜または角膜小体があり、その奥にこの角膜を分泌する角膜生成層とガラス体の細胞、ガラス体または円錐晶体、それに8個ほどの視細胞または感光層がある。視細胞の内側の端は神経繊維となり、それが集合して視神経になって脳の視葉という部分に達する。
節足動物の複眼は、頭足類と脊椎動物において特徴的なカメラ眼と並んで、動物の眼としては高度に発達したものの一つである。古生代カンブリア紀に出現した三葉虫や、原始的な節足動物と考えられるラディオドンタ類（アノマロカリスなど）は既にれっきとした複眼を持つため、複眼は節足動物の起源において比較的早期に進化した特徴の一つだと考えられる。現生の節足動物では、主に甲殻類と昆虫で複眼を持つものが多い。多足類ではゲジ類のムカデ、鋏角類では主に節口類（カブトガニ類・ウミサソリ類など）のみれっきとした複眼を持つ。それ以外の群では、複眼の個眼が単眼に退化し（後述）、もしくは完全に消失していた。

### 複眼の機能
単一の個眼では図形を識別することはできないが、複眼を構成することで、図形認識能力を備える。例えばミツバチに図形学習能力が備わっていることは、動物行動学者のカール・フォン・フリッシュの実験によって明らかになった。さらに、J.H.Van Haterenらは、ミツバチに同じ図形であっても線分の傾きを見分ける能力が備わっていること、ヒトと同じカニッツァの三角形と呼ばれる錯視を示すことを明らかにした。
カメラ眼にはない複眼の利点としては視界が広いことが挙げられる。カメラ眼はそれが向いた方向を中心とした円形の範囲を見るだけであるのに対して、よく発達した複眼はそれ自体が球面の一部を成し、その向き合う方向を頭や眼を動かさずに見ることができる。カニのように体から複眼が上に伸び出していれば、ほぼ全方向を視野に納めている可能性がある。さらに少しの動きでも複数の個眼でとらえるため大きな動きのように見え、狩りで動く獲物を発見したり、天敵が襲ってきていることを察知したりするのに役立つ。

## 単眼

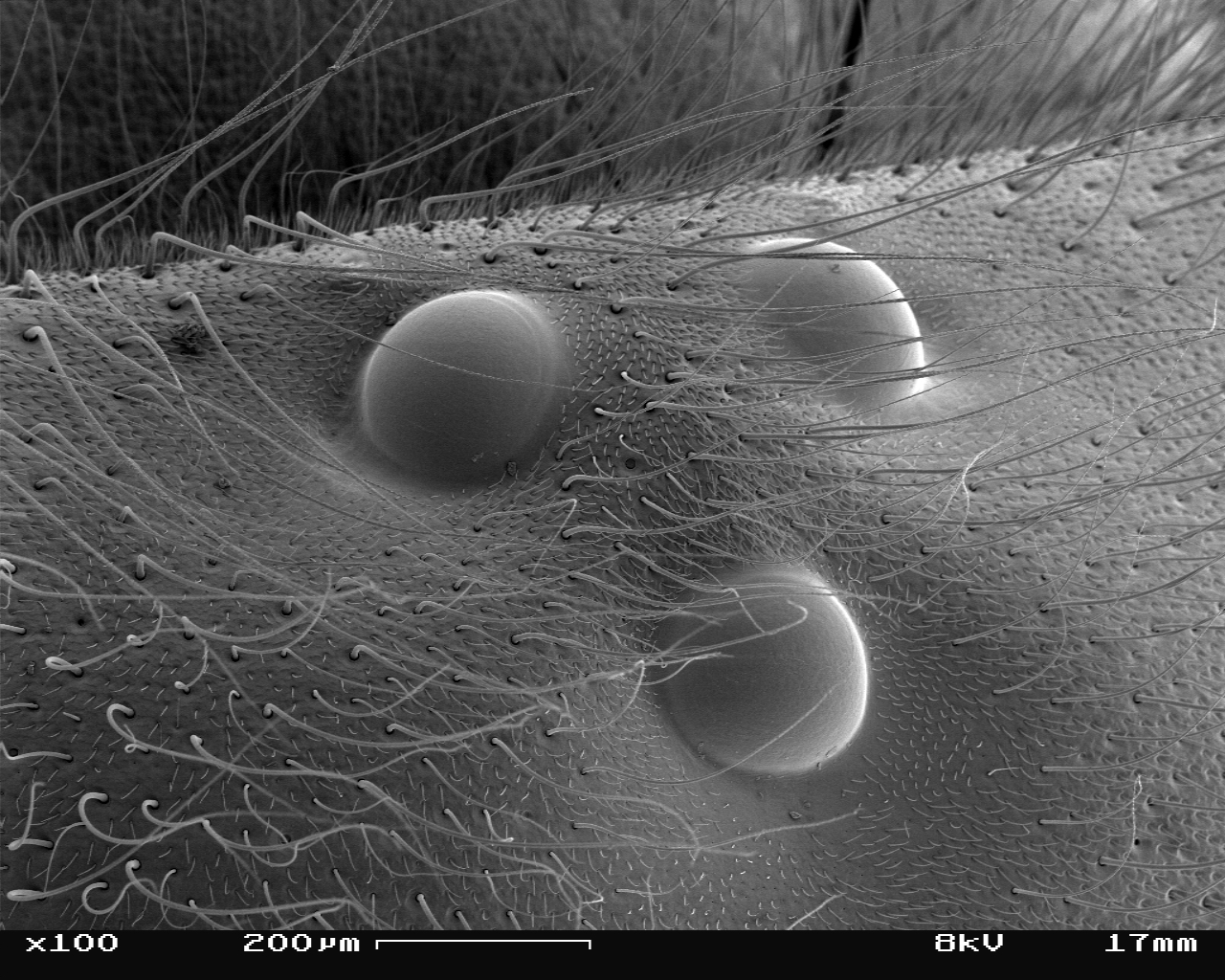
キオビクロスズメバチ（英語版）（六脚類・昆虫類）の単眼（背単眼（英語版））
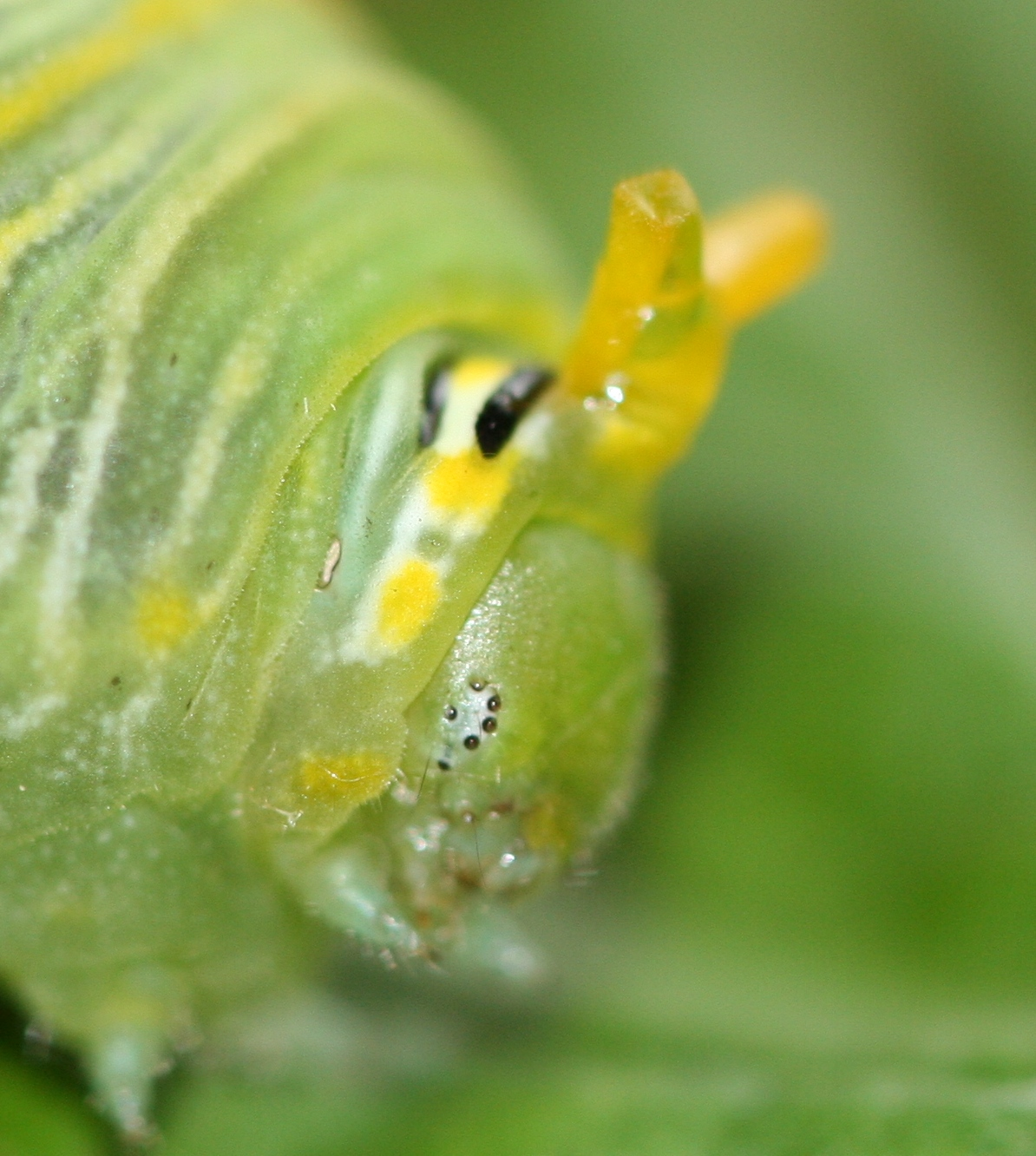
アゲハチョウ（六脚類・昆虫類）の幼虫の単眼（側単眼）
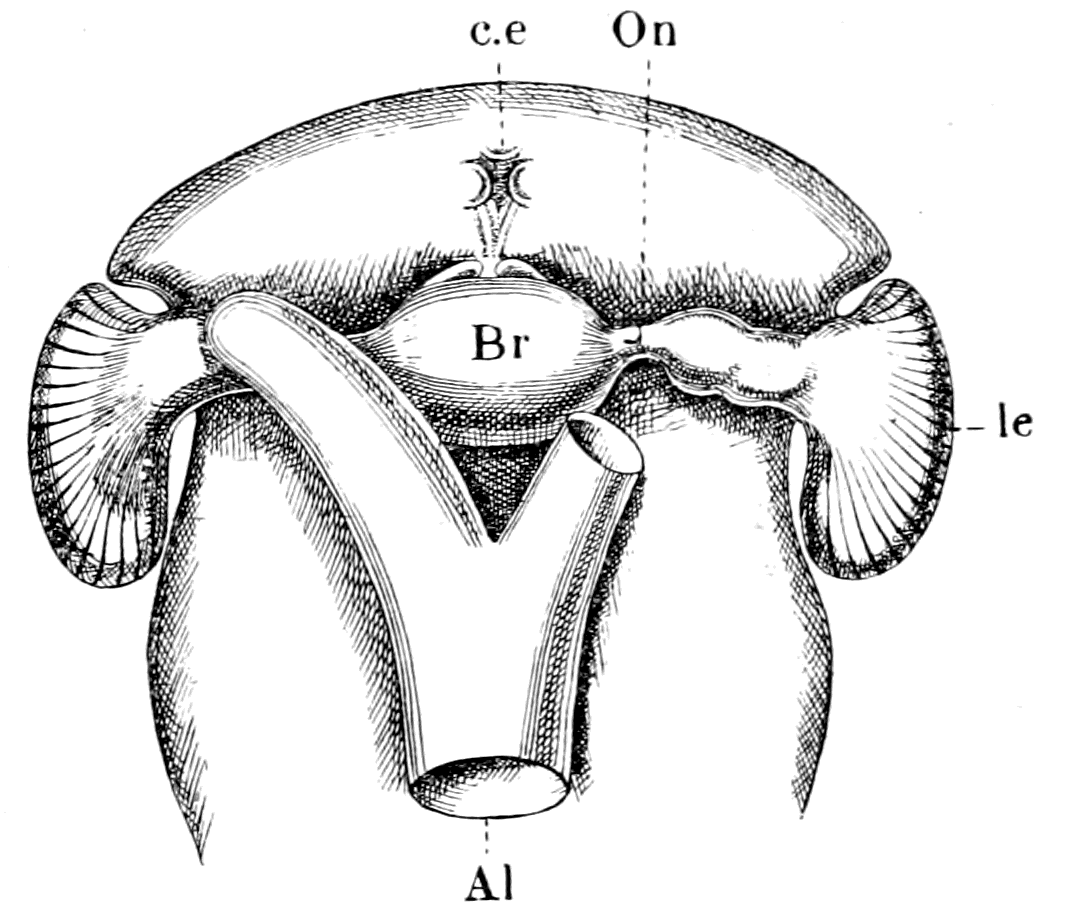
アルテミア（甲殻類・鰓脚類）の脳（br）、複眼（側眼、le）と単眼（中眼、c.e）
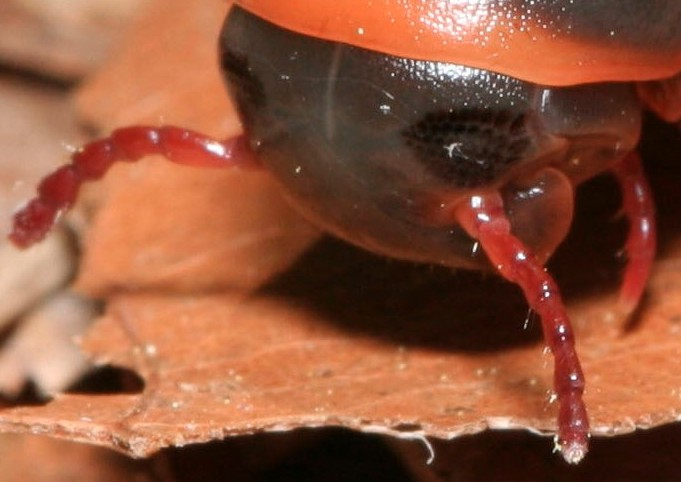
ヤスデ（多足類）の頭部
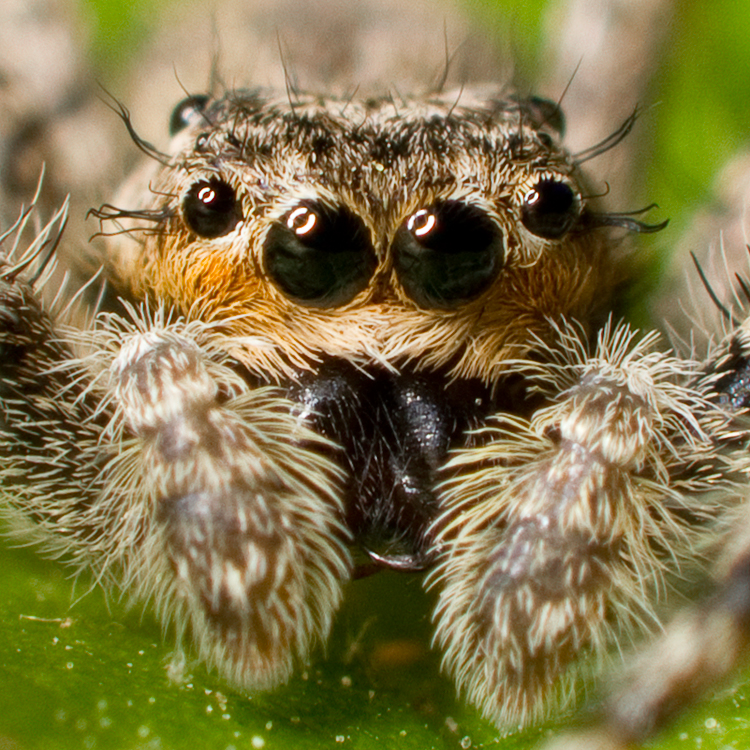
ハエトリグモ（鋏角類・クモガタ類）の単眼

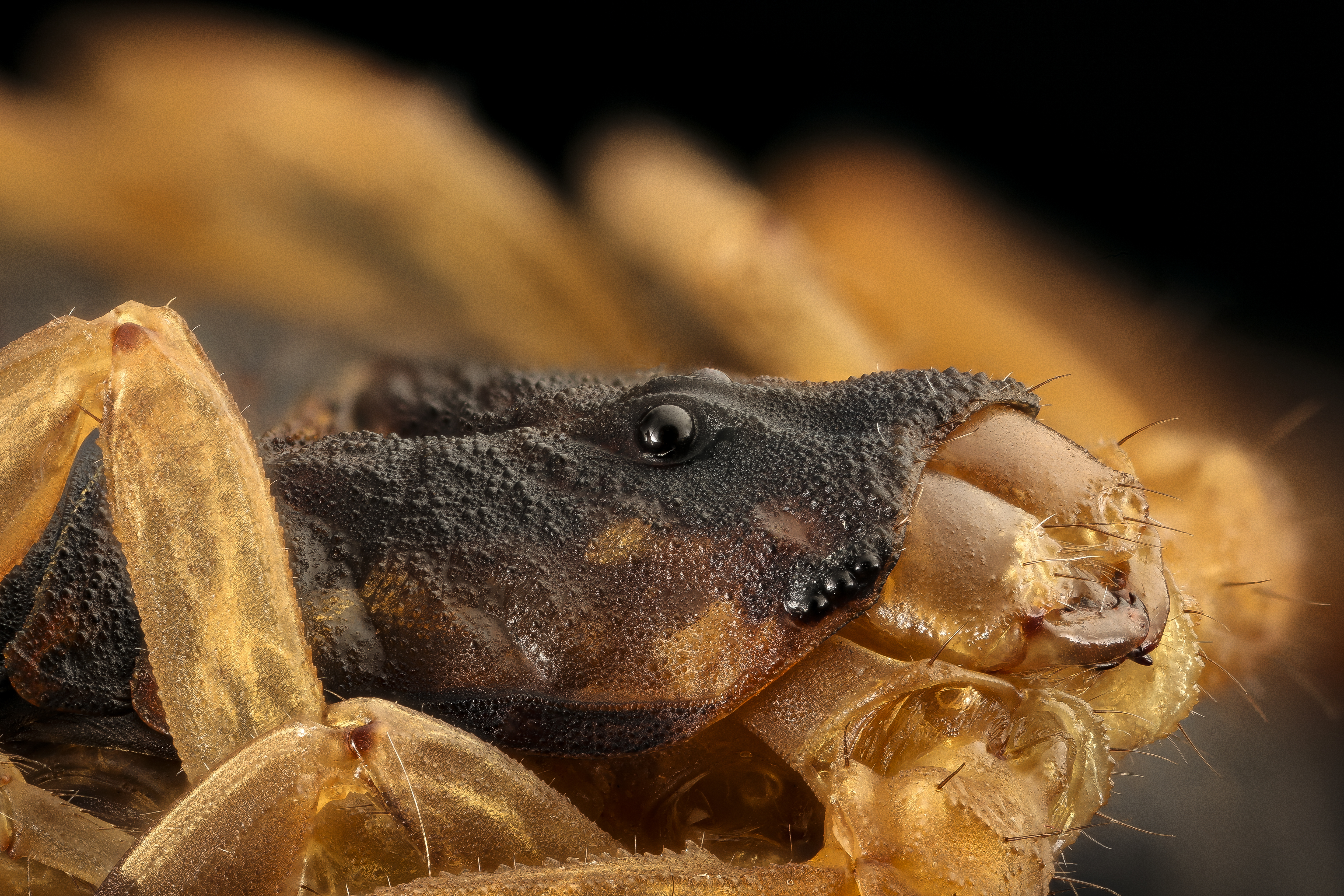
サソリ（鋏角類・クモガタ類）の背甲は中央に中眼由来の1対と、両前端に側眼由来の複数対の単眼をもつ。

単眼は複眼の個眼に似た構造で、1つのレンズのみによって構成される。その中で中眼由来のものは背単眼（median ocellus, または一次単眼）、側眼由来、すなわち複眼が退化して個眼が単眼化したものは側単眼（stemma, 複数形: stemmata）として区別されることもある。中眼由来の単眼につながる視神経は側眼由来のものとは異なり、脳の単眼葉という部分に達する。
六脚類の中で、昆虫、特に甲虫とカメムシ以外の成体の多くは、複眼と同時に中眼由来の3個の単眼を頭部の中央に持つ。カメムシ類とごく一部の甲虫（ハネカクシの一部の種）は二個の単眼を持つ。背単眼を持たない甲虫の中には頭部に黒い粒が見受けられることもあり、これは単眼の名残と考えられている。完全変態を行う昆虫の幼虫と内顎類のトビムシは、側眼由来の1対もしくは複数対の単眼を頭部の左右に持つ。

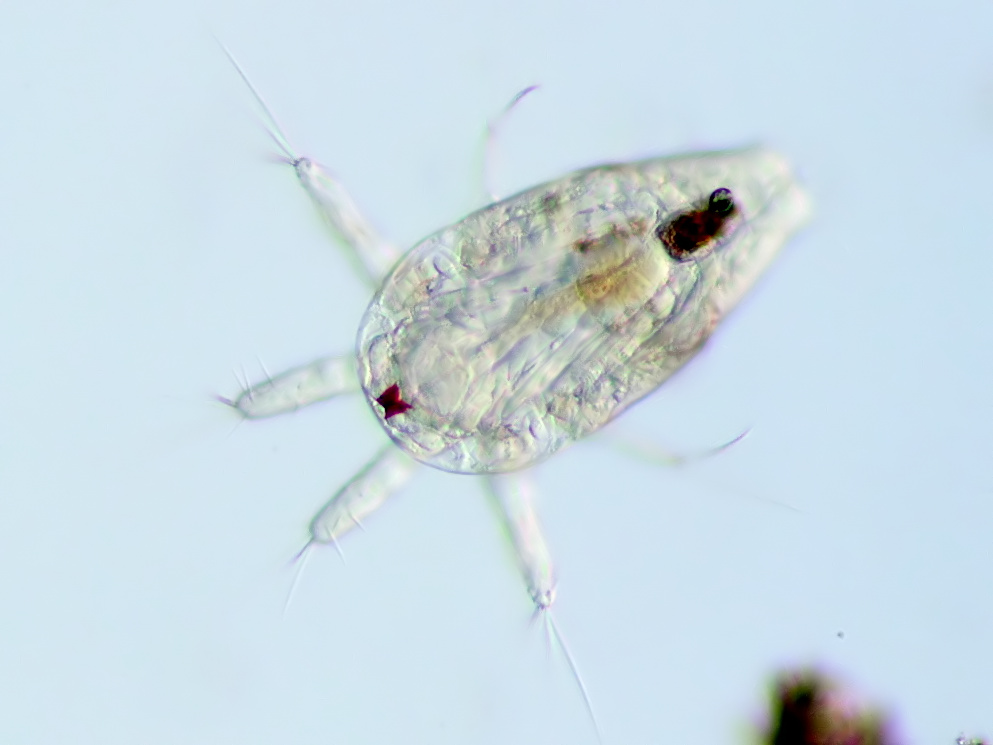
甲殻類のノープリウス幼生（左下の赤い点がノープリウス眼）

甲殻類の場合、中眼由来の単眼はノープリウス期（甲殻類の幼生期）で顕著に見られ、ノープリウス眼（nauplius eye）と呼ばれる。それは分類群によっては成体に変態するたびに消失する（軟甲類）、生涯を通じてこの眼のみをもつ（カイアシ類）、もしくは成体で複眼の間に配置される（鰓脚類）。
多足類の場合、単眼はヤスデとゲジ以外の多くのムカデに見られる。いずれも側眼由来で、中眼由来の単眼は存在しない。
鋏角類の場合、中眼由来の単眼はウミグモ類に2対、それ以外の群（真鋏角類）は原則として1対のみをもつ。側眼由来の単眼はクモガタ類で多く見られ、現生群では3対前後（0から5対）のみをもつが、絶滅群の中で原始的なサソリと一部のワレイタムシは集約した十数対以上の側眼があり、複眼に近しい性質が残される。クモの場合、側眼由来の3対の単眼は、往々にして中眼由来の1対と共に中央にまとまる。

### 単眼の機能
通常、単眼は複眼に比べてより単純で補助的な機能（例えば明暗の感知のみ）をもつが、ハエトリグモのような、単眼のみをもつものの優れた視力を発揮できた例もある。
昆虫の成体では単眼は光感知のみに使われるためピント調節機能が備わっていない代わりに、複眼よりも視覚情報が瞬時に脳にまで伝達するという特徴がある。昼行性の種では特に発達しており、トンボやハエなどの高い飛行能力は単眼と複眼の性質を上手く利用して体の向きを調整することによって実現されている。また、単純に光を感じる器官としても重要であり、セミなどでは鳴く時間帯を光によって知覚するための鼓舞器官として使われている。完全変態昆虫の幼虫の単眼は、色も識別でき、物の形態もわずかに感じ取ることができるといわれる。複眼が形成されるまでは、この器官が幼虫の視覚を全て担う。